# Gibraltars førsteminister
Gibraltars førsteminister (engelsk: Chief Minister of Gibraltar) er lederen af det største parti i Gibraltars parlament og udpeges formelt set af Gibraltars guvernør som repræsentant for den britiske krone. Den fungerende førsteminister i Gibraltar er Fabian Picardo, som blev valgt til embedet 9. december 2011.

## Førsteministrene i Gibraltar siden 1964
| Nr. | Billede        | Navn                       | Fra              | Til              | Parti                                                                         |
| --- | -------------- | -------------------------- | ---------------- | ---------------- | ----------------------------------------------------------------------------- |
| 1   | Joshua Hassan  | Joshua Hassan              | 11. august 1964  | 6. august 1969   | Sammenslutningen for Udvikling af Borgerlige Rettigheder                      |
| 2   | Robert Peliza  | Robert Peliza              | 6. august 1969   | 25. juni 1972    | Partiet for Integration med Storbritannien                                    |
| (1) | Joshua Hassan  | Joshua Hassan (2. periode) | 25. juni 1972    | 8. december 1987 | Sammenslutningen for Udvikling af Borgerlige Rettigheder                      |
| 3   | Adolfo Canepa  | Adolfo Canepa              | 8. december 1987 | 25. marts 1988   | Sammenslutningen for Udvikling af Borgerlige Rettigheder                      |
| 4   | Joe Bossano    | Joe Bossano                | 25. marts 1988   | 17. maj 1996     | Gibraltars Socialistiske Arbejderparti                                        |
| 5   | Peter Caruana  | Peter Caruana              | 17. maj 1996     | 9. december 2011 | Gibraltars Socialdemokrater                                                   |
| 6   | Fabian Picardo | Fabian Picardo             | 9. december 2011 | Siddende         | Gibraltars Socialistiske Arbejderparti / Gibraltars Liberale Parti (alliance) |

| Politik | Spire Denne artikel om politik og ideologi er en spire som bør udbygges. Du er velkommen til at hjælpe Wikipedia ved at udvide den. |